# أستريد كارلسون
أستريد كارلسون هي ممثلة سويدية، ولدت في 16 مايو 1914 وتوفيت في 17 مايو 1992.
كانت متزوجة من المخرج والمنتج لورين مارمستيدت.